# Eruption (canción)
Eruption es una canción instrumental de Van Halen de su primer álbum, Van Halen, escrito y realizado por Eddie Van Halen. Este solo de guitarra eléctrica es considerado uno de los instrumentales de rock más influyentes de todos los tiempos. El solo de esta canción es considerado como el 2º mejor solo según Guitar World, y el más difícil según Rolling Stone.

## Historia
La introducción de este tema está basada en la canción "Let Me Swim" del grupo Cactus. Eruption existe como parte de los conciertos de Van Halen desde 1976, cuando no incluía tapping. Aunque se había realizado anteriormente por muchos guitarristas, fue Eddie Van Halen quien introdujo esta técnica a la corriente popular del rock. Spanish Fly, un instrumental del álbum Van Halen II puede verse como una versión acústica de este tema, aplicando técnicas similares. 
Originalmente, Eruption no fue concebida como una canción para el grupo. Eddie la utilizaba como calentamiento en el estudio, cuando el productor Ted Templeman lo escuchó y le preguntó si podía grabarlo. Eddie rápidamente grabó dos tomas de "Eruption", escogieron la mejor pista y terminaron de ponerlo en el álbum.

"Yo ni siquiera toqué bien. Hay un error en la parte final de eso. Al día de hoy, cada vez que lo escucho siempre pienso: 'Hombre, yo pude haber tocado mejor'"
Eddie Van Halen 

## Composición y técnica
Eruption comienza con una introducción corta de batería de Alex Van Halen y Michael Anthony en el bajo. Siguiéndoles Eddie aplicando varias técnicas como punteos rápidos, bendings, etc.  Lo más destacado del solo es el uso del tapping, ya que esta utiliza una estructura y estilo similar a la música barroca. 

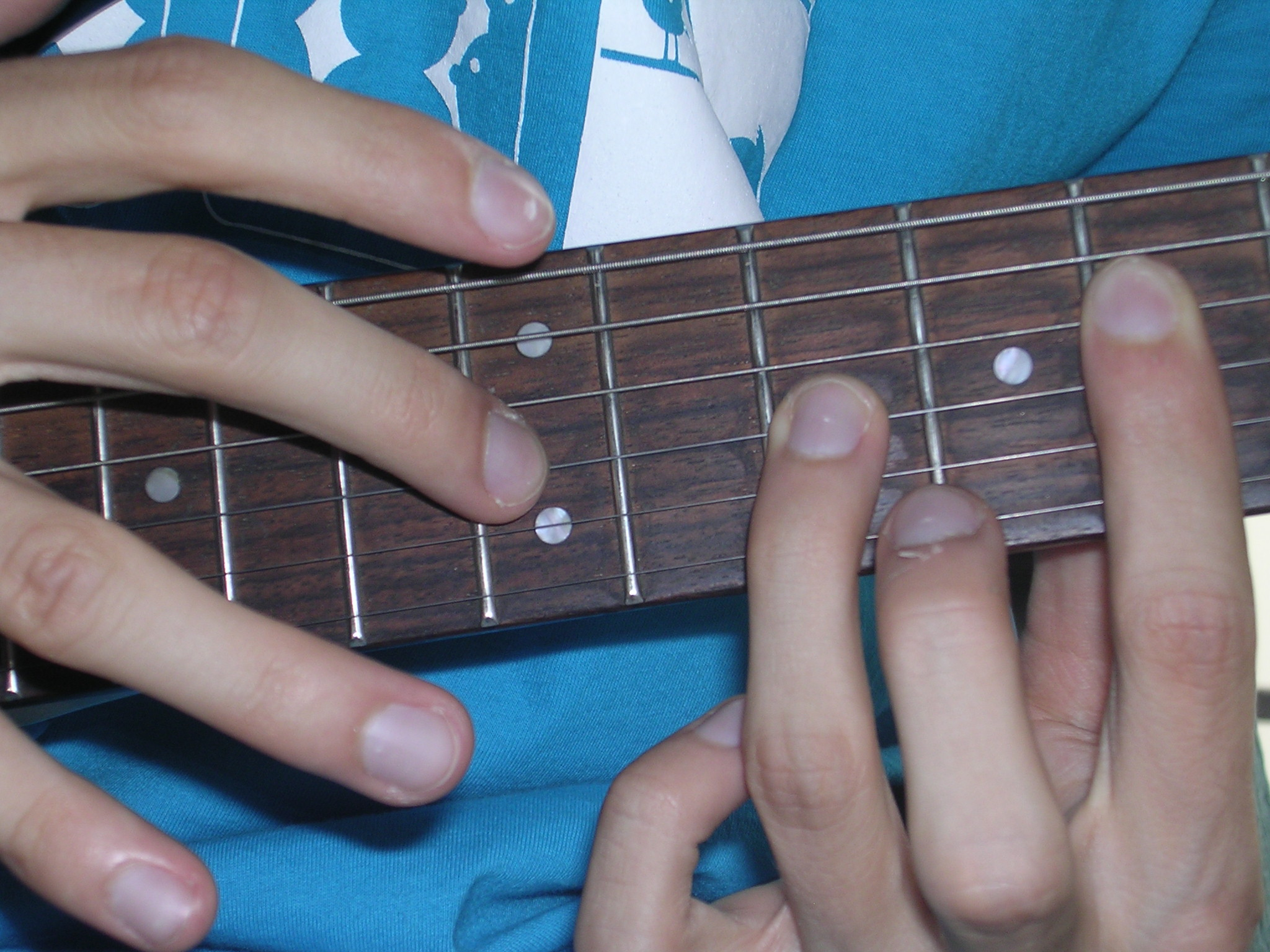
La técnica del tapping es utilizada durante gran parte del solo.

## Equipo
Esta pieza fue tocada con la popular guitarra llamada "Frankenstrat" y un phaser a través de un amplificador de válvulas Marshall de los años 60. Un Echoplex, una caja de eco Univox y una placa de reverberación ayudaron a definir el tono distintivo de la pista. La guitarra fue afinada 1/2 tono abajo de la afinación regular.

## Reconocimientos
En marzo del 2005, la revista Q colocó a 'Eruption' en el número 29 de su lista de las 100 Greatest Guitar Tracks.
También ha sido nombrada como el 2º mejor solo de guitarra eléctrica por la revista Guitar World, superada solo por Stairway to Heaven de Led Zeppelin y seguida muy de cerca por Free Bird de Lynyrd Skynyrd.
Recientemente la revista Rolling Stone le ha colocado en el puesto 6" de su lista de las 100 mejores canciones creadas para guitarra de todos los tiempos.
| Publicación   | País           | Reconocimiento             | Año  | Posición |
| ------------- | -------------- | -------------------------- | ---- | -------- |
| Guitar World  | Estados Unidos | 100 Greatest Guitar Solos  | 2001 | 2°       |
| Q             | Reino Unido    | 100 Greatest Guitar Tracks | 2005 | 29°      |
| Rolling Stone | Estados Unidos | 100 Greatest Guitar Tracks | 2009 | 6°       |

## Videojuegos
La canción aparece en el popular juego Guitar Hero: Van Halen y es considerada una de las canciones más difíciles de tocar.